# Eikenbladsla

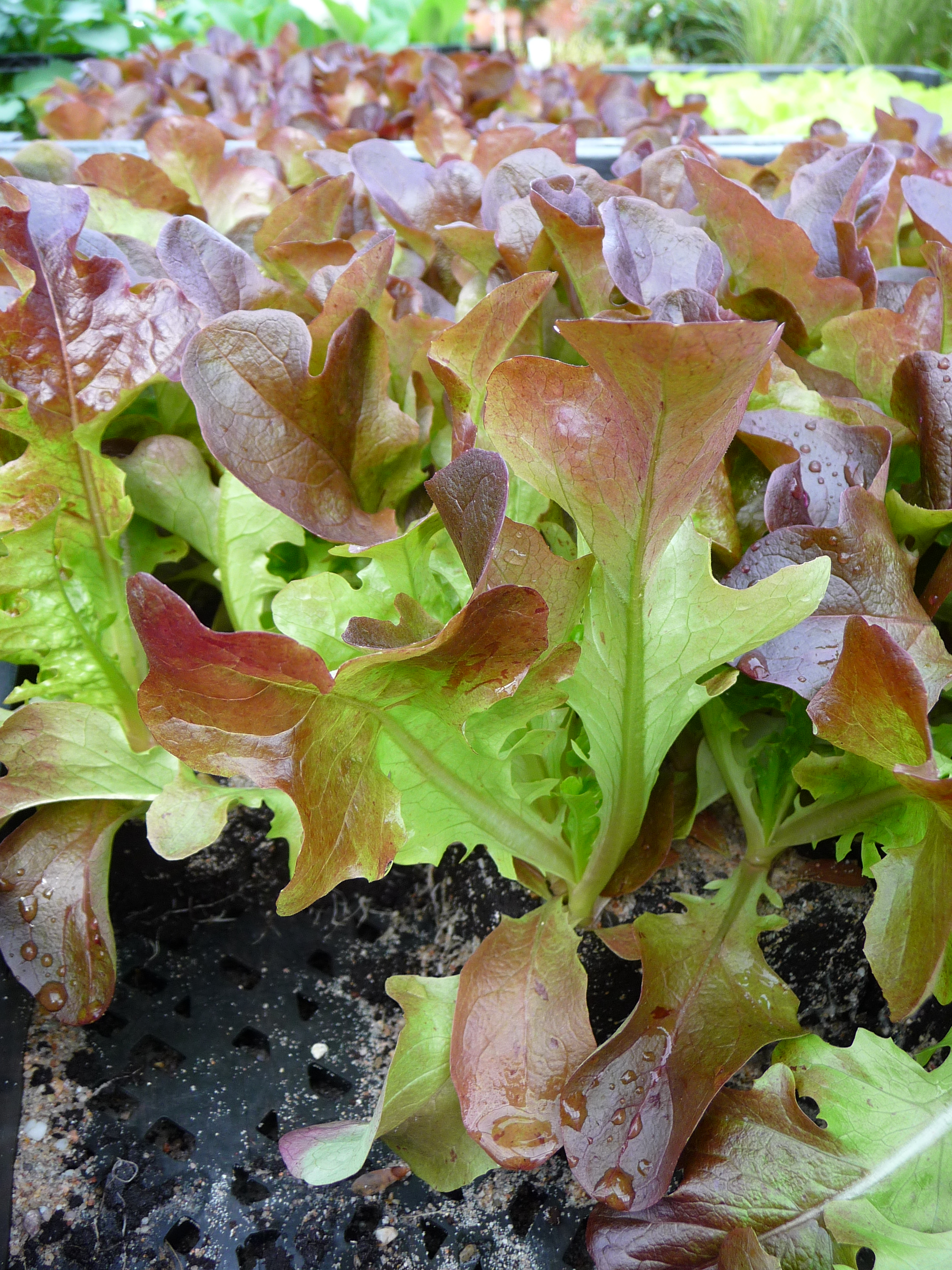
Eikenbladsla

Eikenbladsla is een van de vele variëteiten van sla (Lactuca sativa). De bladeren van eikenbladsla hebben de vorm van een blad van de Amerikaanse eik en zijn aan de buitenkant roodbruin gekleurd, het middendeel bleekgroen. Er bestaat echter ook een volledig groene versie van deze sla. Z'n smaak is pittig en een heel aparte, nootachtige smaak. De textuur is knapperig. 
De Hollandse eikenbladsla is het gehele jaar in beperkte mate verkrijgbaar. In de koelkast in de groentelade kan de sla enkele dagen bewaard worden. De eikenbladsla kan worden schoongemaakt door de stronk voorzichtig uit de krop te draaien. De blaadjes vallen dan gewoon los.
Er is een rood ras, 'red salad bowl' en een groen, 'green salad bowl'. Daarnaast zijn er meerdere rassen in de handel.

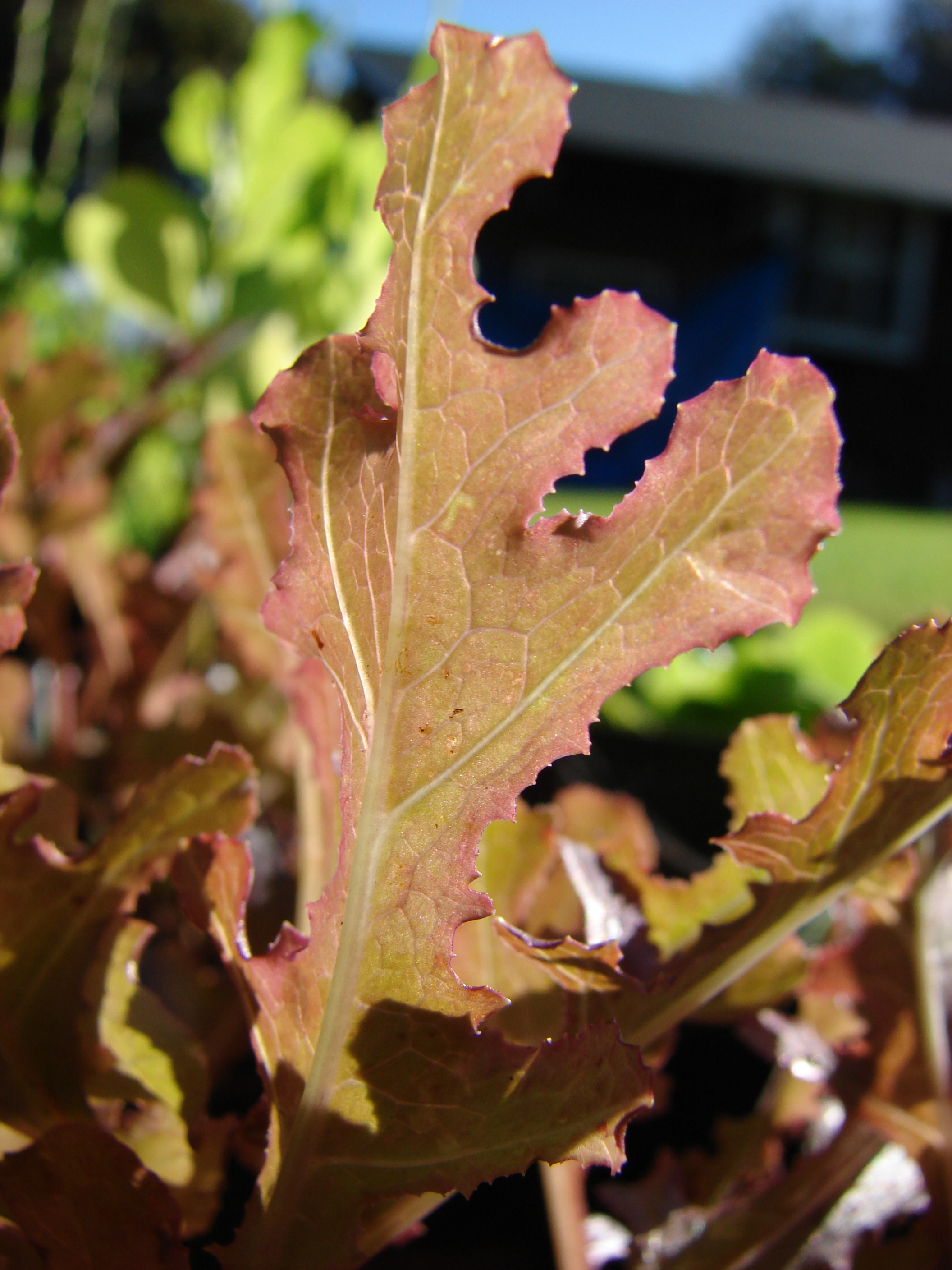
Eikenbladsla